# Marie-Germaine Bousser
Marie-Germaine Bousser (11 de agosto de 1943) es una neuróloga francesa.

## Trayectoria
Marie-Germaine Bousser se diplomó en 1972 en la facultad de medicina Pitié-Salpêtrière. Enseñó neurología a partir de 1981, antes de ingresar en la Universidad París VII.
Además, dirigió el servicio de neurología del hospital Saint-Antoine entre 1989 y 1997, y después el del Hospital Lariboisière. Forma parte de la unidad de investigación INSERM U740, especializado en el estudio de enfermedades genéticas vasculares cerebrales.
Bousser es autora de más de cuatrocientos artículos científicos, centrados fundamentalmente en accidentes cerebrovasculares y migrañas, que le valen un reconocimiento internacional.
Junto a la genetista Élisabeth Tournier-Lasserve, descubrió en 1993 una enfermedad genética conocida como CADASIL, un trastorno de las arterias menores del cerebro que produce múltiples infartos en sus partes más profundas. Este descubrimiento se publicó en 1993 en la revista científica Nature Genetics.
En 2005, tras el accidente cerebrovascular de Jacques Chirac, se solicita la intervención de Marie-Germaine Bousser. Valérie Biousse, que había sido su alumna durante mucho tiempo antes de emigrar a los Estados Unidos, dice de ella: "[Ella] podía poner al mismo nivel a un auxiliar de enfermería y a un titular, dedicar tanto tiempo a una persona sin hogar que llegaba por casualidad tras un accidente en la Gare du Nord, como a las celebridades que venían a consultar su opinión."
Bousser se jubiló en 2012, y a fecha de enero de 2018 continuaba impartiendo conferencias.

## Premios y reconocimientos
Se le concedió el Premio de investigación Claude Bernard de la ciudad de París en 2000, y tiempo después recibió el Premio Johan Jakob Wepfer de la European Stroke Conference, en 2008.
Asimismo, fue nombrada caballero de la Legión de honor en 1998. Posteriormente, fue ascendida a oficial en 2007, y  a comendador en 2013. Fue nombrada oficial en la Orden Nacional del Mérito en 2002.

## Obra

### Algunas publicaciones
- Marie-Germaine Bousser et Jean-Louis Mas, , Doin, coll. « Traité de neurologie », 2009, 1225 p. (ISBN 9782704012589)
- L'aspirine, pur ou contre ? vol. 81, Le Pommier, coll. « Les Petites pommes du savoir », 2006, 63 p. (ISBN 9782746502796)
- Marie-Germaine Bousser, Anne Ducros et Hélène Massiou, , Doin, coll. « Traité de neurologie », 2005, 521 p. (ISBN 9782704011834)